# Medonia
Medonia is een geslacht van kevers uit de familie  
kniptorren (Elateridae).
Het geslacht is voor het eerst wetenschappelijk beschreven in 1860 door Candèze.

## Soorten
Het geslacht omvat de volgende soorten:
- Medonia deromecoides Schwarz, 1906
- Medonia livida Fleutiaux, 1907
- Medonia punctatosulcata (Solier, 1851)
- Medonia truncatipennis Fleutiaux, 1907